# Gros-Morne-Nationalpark
Der 1805 km² große Gros-Morne-Nationalpark (englisch Gros Morne National Park of Canada, französisch Parc national du Canada du Gros-Morne) liegt an der Westküste Neufundlands. Er ist nach dem Torngat-Mountains-Nationalpark der zweitgrößte Park im atlantischen Kanada. 1987 wurde der Park von der UNESCO zum Weltnaturerbe ernannt. Bei dem Park handelt es sich um ein Schutzgebiet der IUCN-Kategorie II (National Park), welches von Parks Canada, einer Crown Agency (Bundesbehörde), verwaltet wird.
Der Name des Parks ist abgeleitet von Neufundlands zweithöchstem Berg (Gros Morne Mountain), dessen Name so viel wie „großer, allein stehender Berg“ bedeutet und der eine Höhe von 807 m erreicht.

## Geographie
Der Park liegt in den Long Range Mountains, einem Ausläufer der Appalachen. Er befindet sich auf der westlichen Seite Neufundlands. Die Landschaft wird gebildet durch Fjorde, Buchten, Seen, Hochebenen und Gebirgstälern.
Im Park befinden sich die Pissing Mare Falls, die mit einer Fallhöhe von 350 m in den Western Brook Pond stürzen und die höchsten Wasserfälle im Osten des nordamerikanischen Kontinents sind.
Weitere Seen im Nationalpark sind Ten Mile Pond, Bakers Brook Pond, Trout River Big Pond und Trout River Small Pond.

## Geologie
Eine der landschaftlichen Besonderheiten ist der Western Brook Pond, ein ursprünglicher Fjord, der während der letzten Eiszeit entstanden ist, nach dem Schmelzen der Eismassen die Verbindung zum offenen Meer verloren hat und jetzt mit einem der reinsten Süßwässer der Erde gefüllt ist. Dieser und andere Fjorde, die von Gletschern geschliffenen Bergrücken sowie die Hängetäler, verdeutlichen Erkenntnisse aus der Glaziologie und Geomorphologie.
Im Park befinden sich außerdem die geologisch wertvollen Tablelands, eine wüstenartige, karge Landschaft, geprägt von dem durch seinen oxidierten Eisenanteil rötlich erscheinenden Gestein Peridotit, das seinen Ursprung im Erdmantel hat. Nur an sehr wenigen Stellen der Erde ist wie hier Material des Erdmantels großflächig an der Erdoberfläche aufgeschlossen. Die Tablelands sind daher für Forschungen im Gebiet der Plattentektonik von großer Bedeutung und waren der maßgebliche Grund dafür, dass der Nationalpark zum UNESCO-Weltnaturerbe erklärt wurde.
Ein weiterer landschaftlicher Höhepunkt sind die Green Gardens, welche sich im Nationalpark direkt an die Tablelands anschließen. Während jedoch die Tablelands durch ein extrem karges Landschaftsbild auffallen, ist in den Green Gardens ein auffallend intensives Pflanzenwachstum zu verzeichnen.
Funde von Sedimentgestein im Park weisen auf ozeanische Vergangenheit hin. Diese Gesteinsschichten waren vor 540–440 Millionen Jahren, also im Kambrium und Ordovizium, Meeresböden.

## Tier- und Pflanzenwelt
Im Park sind unter anderem Luchse, Schwarzbären, Rentiere, Elche, Füchse und Weißkopfseeadler heimisch. Vor der Küste können Wale beobachtet werden.
Fleischfressende Pflanzen wie Schlauchpflanzengewächse, Fettkräuter und Sonnentau gehören zur Flora des Nationalparks.

## Bilder

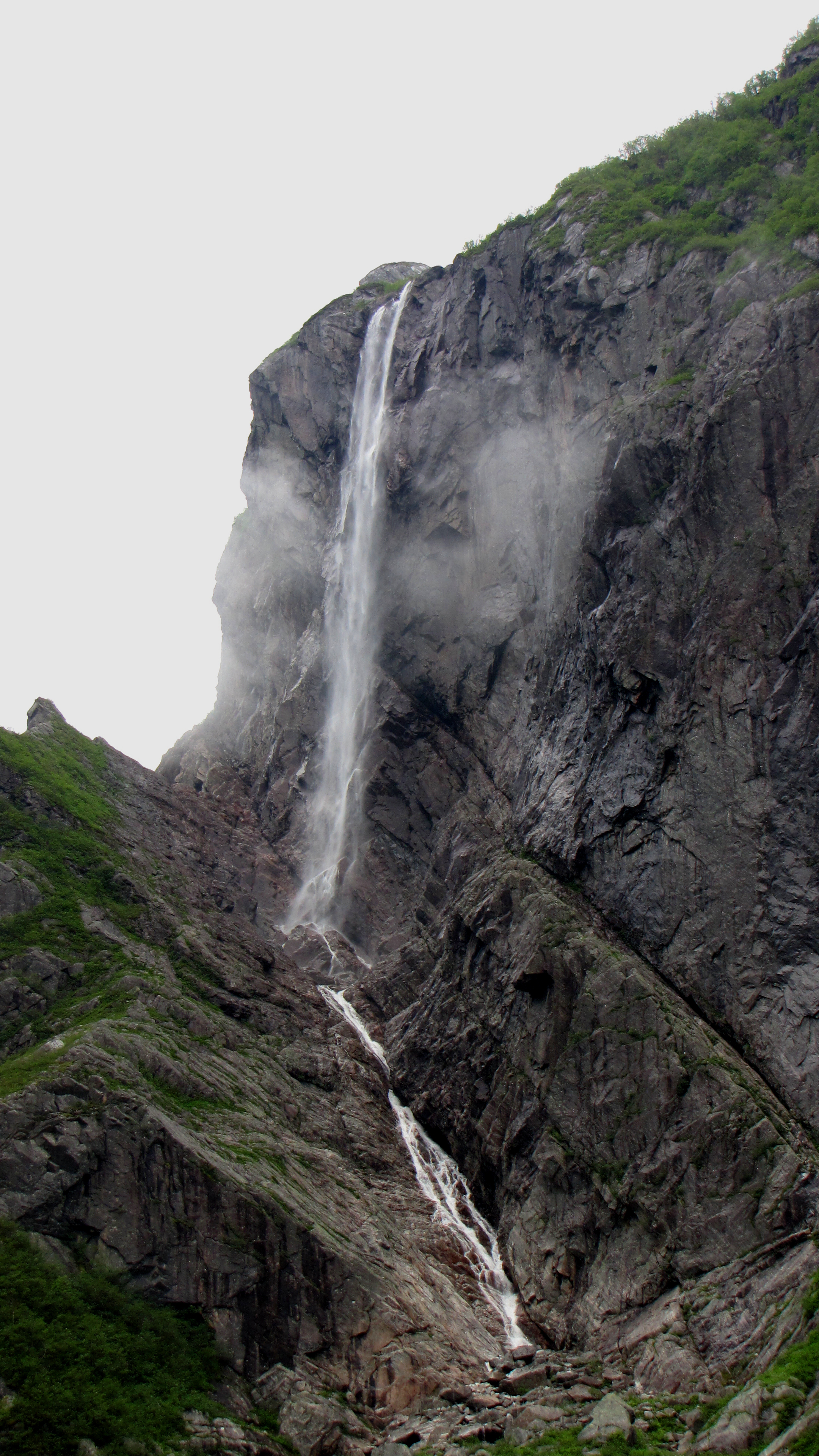
Die Pissing Mare Falls
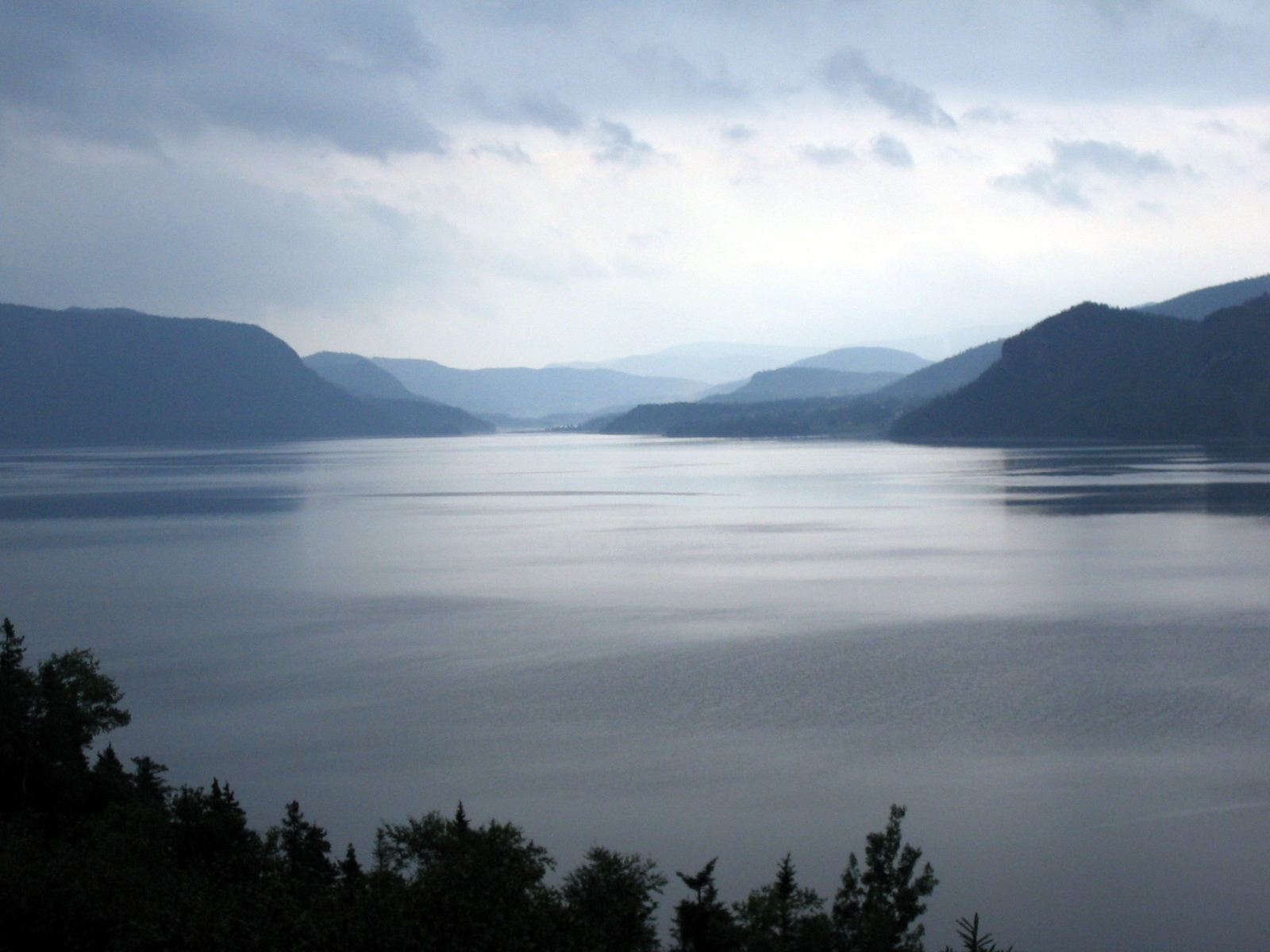
Blick über einen See
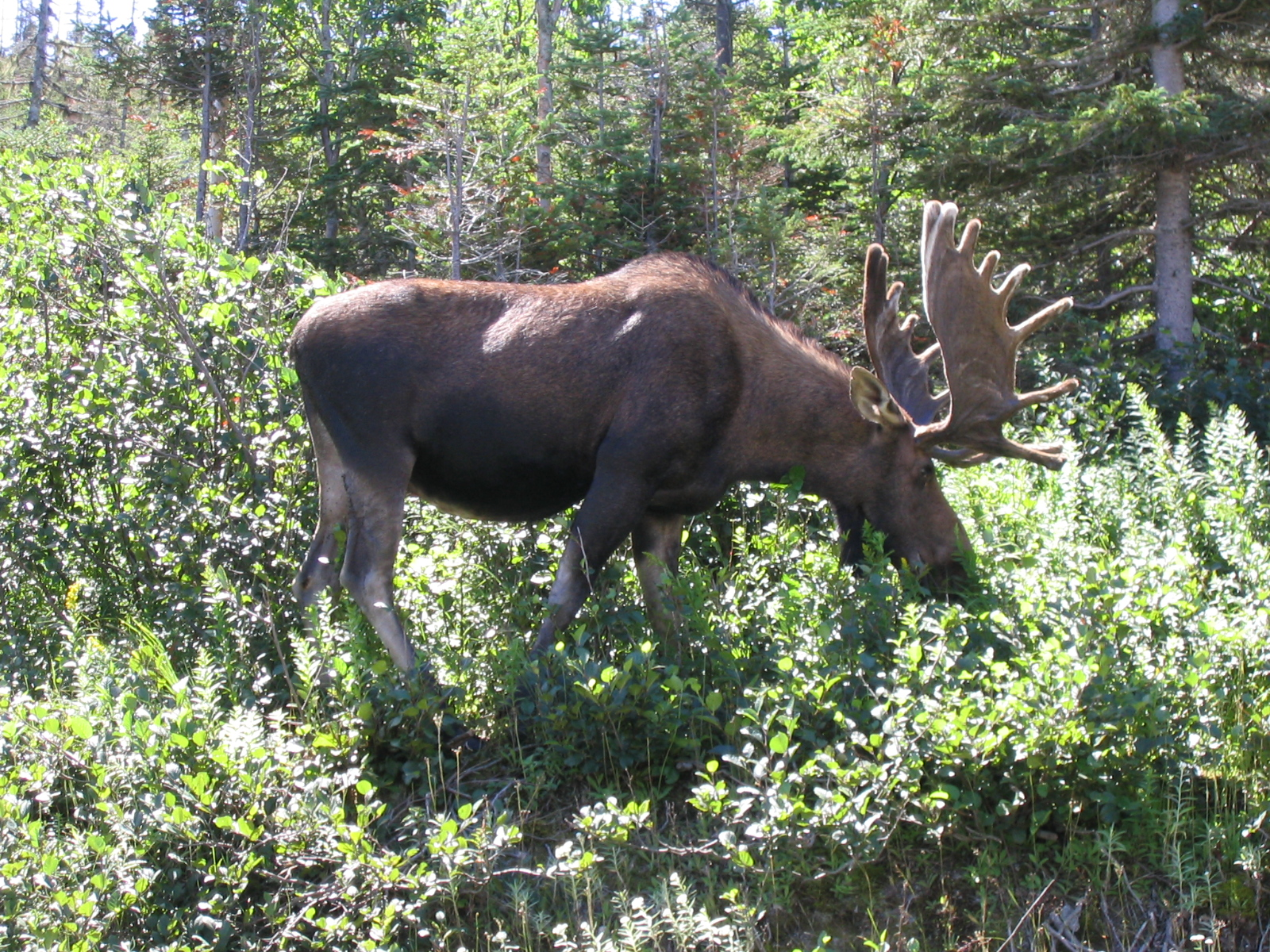
Elchbulle
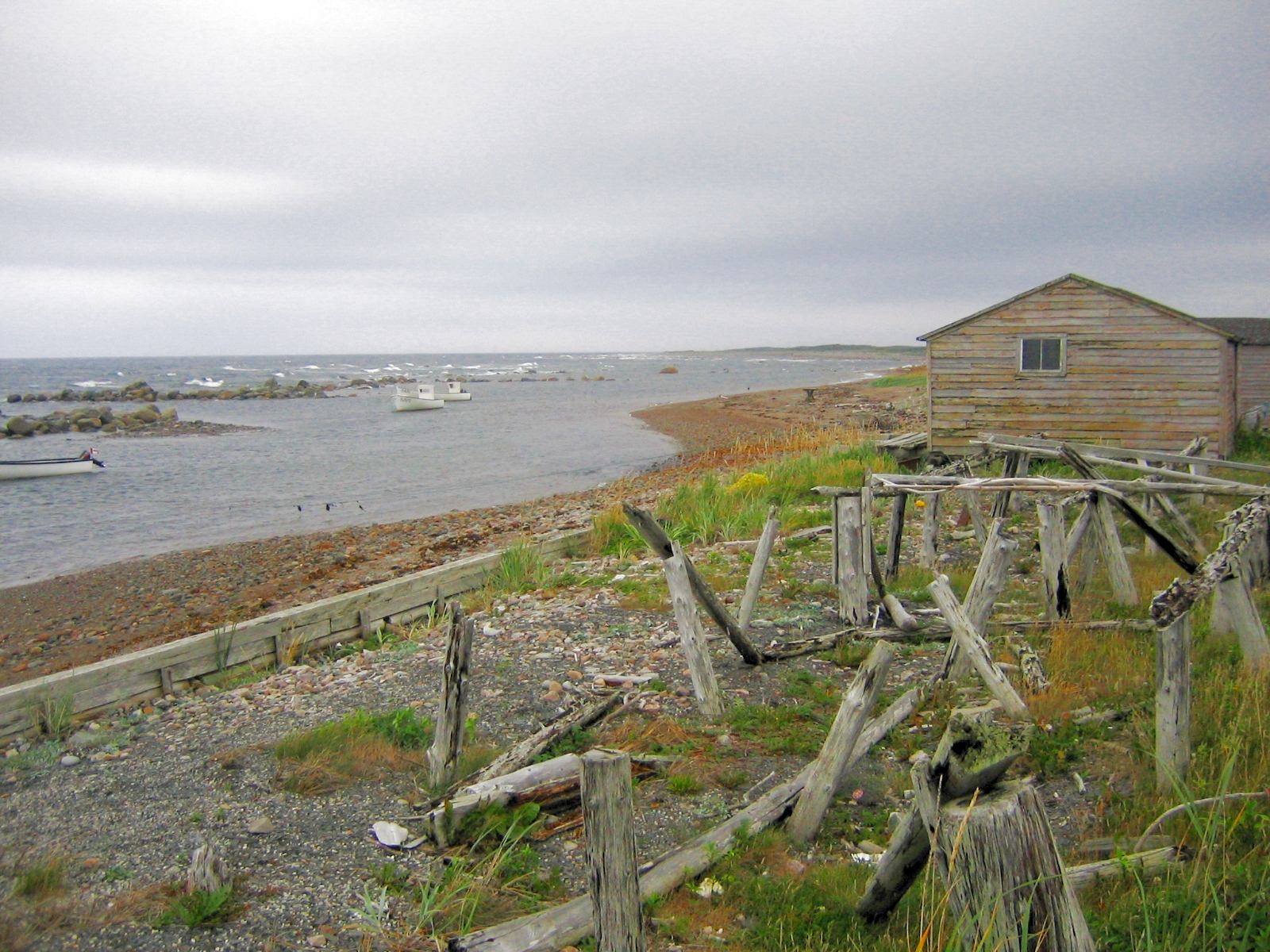
Küste des Sankt-Lorenz-Golfs
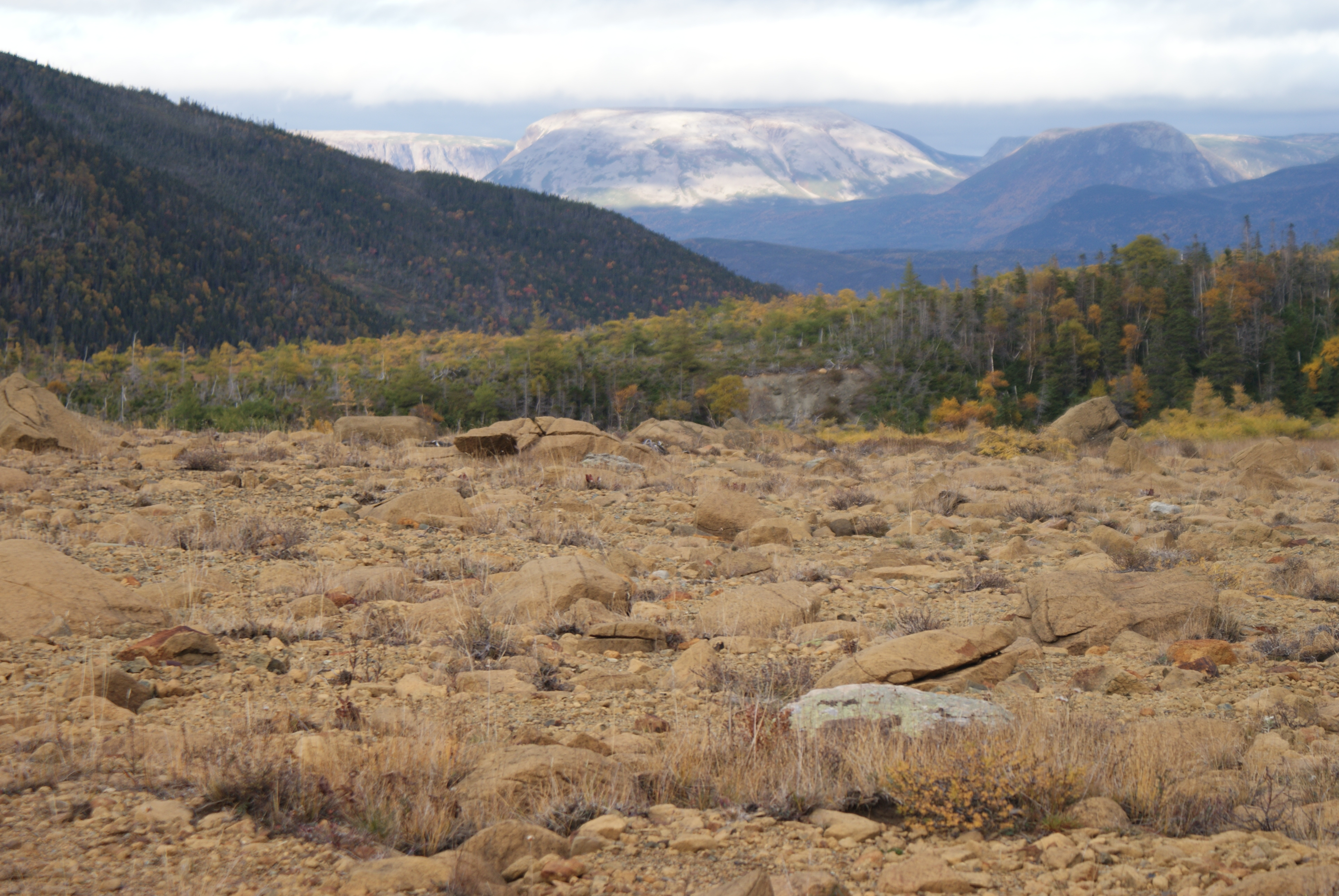
Der Gros Morne Mountain von den Tablelands aus gesehen